# Bataille de Wadi Akarit
Seconde Guerre mondiale
Batailles
- Course pour Tunis
- Ligne Mareth
- Sidi Bouzid
- Kasserine
- Sejnane
- Ochsenkopf
- Capri
- Ksar Ghilane
- Pugilist
- El Guettar
- Wadi Akarit
- Longstop Hill
- Hill 609
- Vulcan
- Flax
- Retribution
- Strike

La bataille de Wadi Akarit (opération Scipion) était une attaque alliée du 6 au 7 avril 1943, menée par des troupes du Royaume-Uni, d'Inde, de Nouvelle-Zélande et de Grèce visant à déloger les forces de l’Axe des positions situées le long du Wadi Akarit en Tunisie (également connue sous le nom de Ligne Akarit) pendant la campagne de Tunisie au cours de la Seconde Guerre mondiale.
La Trouée de Gabès, au nord des villes de Gabès et d’El Hamma, est un passage entre la mer et les marais salants infranchissables. La 51e division d'infanterie (Highland) a forcé les défenses et tenu une tête de pont, permettant le passage de leur force principale pour repousser les défenses de l’Axe.
Après plusieurs contre-attaques déterminées, les forces de l'Axe se retirent et la Huitième Armée, dirigée par le général Bernard Montgomery, poursuit vers Tunis, jusqu'à atteindre les positions défensives de l'Axe à Enfidaville.

## Contexte
Après que la Ligne Mareth, dans le sud de la Tunisie, a été contournée lors de l'opération Supercharge II (en), via la passe de Tebaga (en), les forces de l'Axe se sont retirées dans le Wadi Akarit, au nord de Gabès. Erwin Rommel avait depuis longtemps identifié cette position comme une bonne position défensive avec des flancs sécurisés et une voie de ravitaillement courte depuis la Sicile. Rommel avait voulu s'y replier après la deuxième bataille d'El Alamein, car c'était le meilleur endroit pour résister à la Huitième Armée et prolonger la présence de l'Axe en Afrique. Avec les Britanniques coincés à Wadi Akarit, toutes les troupes disponibles en Tunisie pourraient repousser la Première Armée (nominalement britannique mais avec des unités américaines et françaises sous commandement) à l'ouest, avant de porter un coup similaire à Montgomery. La Trouée de Gabès était la dernière position facilement défendable avant que la Huitième Armée n'atteigne Sfax et ne forme un front continu avec l'avancée de la Première Armée à l'ouest.

## Prelude
Wadi Akarit se trouve sur une ligne est-ouest, depuis la mer Méditerranée à l'est et les marais salés infranchissables à Sebkret el Hamma (l'extrémité est du Chott el Djerid), à l'ouest. Il n'y avait pas de flanc à présenter comme il y en avait eu à la Trouée de Tebaga et aucune occasion de disperser les défenseurs en attaquant à plusieurs endroits, comme lors de la deuxième bataille d'El Alamein; une attaque frontale sur les défenses préparées était inévitable. Depuis la côte, la ligne de défense suivait Wadi Akarit sur 8 km (5 miles), ce qui était infranchissable pour les blindés, puis une plus grande section d'oued sec. Djebel er Roumana, adossé à de longues collines, est le dernier d’une ligne de terrain élevé qui forme la limite nord du Chott. Les abords de Djebel er Roumana ont été obstrués par un fossé antichar et des travaux de défense supplémentaires à l’ouest, bien que le terrain accidenté constituait déjà un obstacle important.

## La bataille

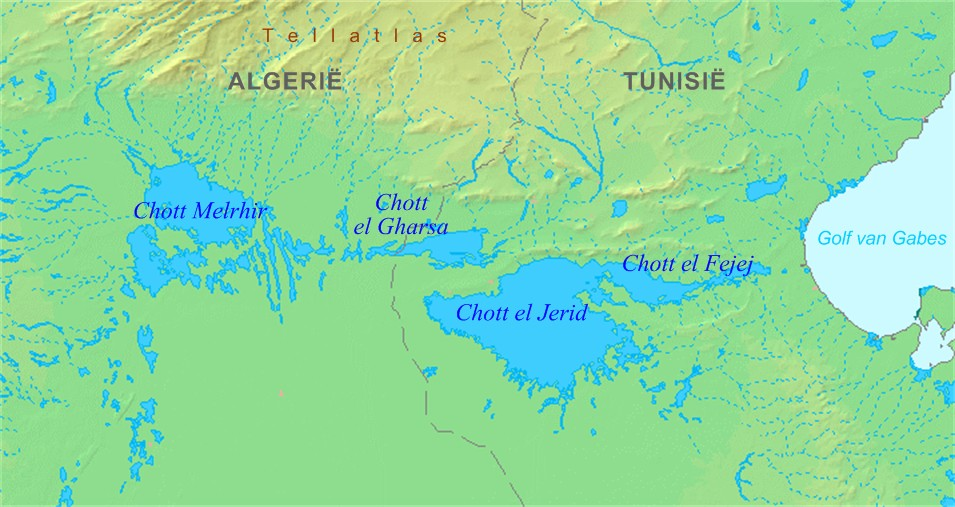
Région de Chott el Djerid

Les unités avancées alliées avaient passé Oudhref et atteint le Wadi Akarit le 30 mars, mais leur activité se limitait aux patrouilles et au contrôle des défenses de l'Axe. Trois divisions ont été choisies pour l'assaut initial : la 51e division d'infanterie (Highland) à droite, la 50e division d'infanterie (Northumbrian) au centre et la 4e division d'infanterie indienne à gauche. Durant de la semaine précédant la bataille, les bombardiers britanniques et américains ont lancé des attaques incessantes contre les défenseurs.
« Eighth Army had spent the previous week regrouping ready for the assault whilst the enemy was pounded almost continually by British and American air forces. [La huitième armée avait passé la semaine précédente à se regrouper prête à l'assaut tandis que l'ennemi était pilonné presque continuellement par les forces aériennes britanniques et américaines.] - Ford »
Au lieu d'attaquer entre Djebel Fatnassa, une colline escarpée de 240 m (800 pieds) et la jonction avec la 50e division (Northumbrian), le major-général Francis Tuker, commandant de la 4e division indienne, persuada le général Montgomery d'attaquer Jebel Fatnassa avec son infanterie dans une guerre de montagne. Jebel Fatnassa était défendu par le XXIe Corps italien avec des troupes de la 80e division d'infanterie La Spezia, de la 101e division motorisée Trieste et de la 164e division allemande de Leichte Afrika. La fonction Fatanassa a été prise et les 4e 6e Rajputana Rifles (en) avancés loin dans la plaine derrière les collines de près de 8,0 km, faisant 2000 prisonniers. La 4e division indienne n'a pas été en mesure d'exploiter l'avantage de ce succès, car le Xe Corps britannique était retenu par des contre-attaques allemandes.

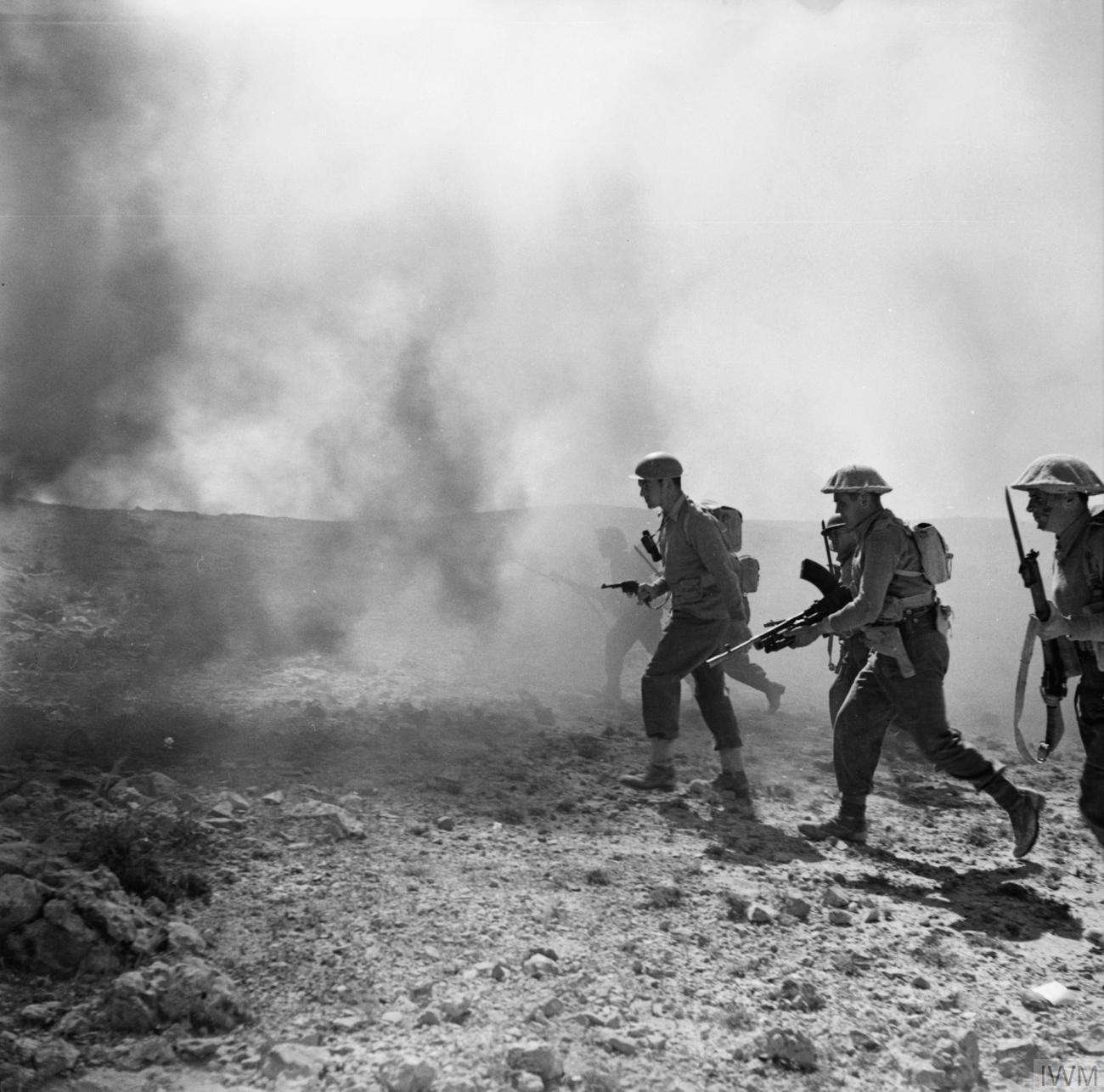
Hommes des Green Howards prenant d'assaut le Point 85 pendant la bataille.

La 50e division (Northumbrian) rencontra une résistance déterminée des marines italiens, bien enterrés à Wadi Akarit et abondamment équipée d'armes automatiques et de grenades, mais les Britanniques firent pression, malgré les lourdes pertes en vies humaines du 6e bataillon, Green Howards (en) ; deux officiers supérieurs, six sous-officiers supérieurs et officiers subalternes et 118 autres gradés ont été tués.

« Quand nous étions à environ dix mètres, nous avions atteint le sommet de la tranchée et nous avons tué tous les survivants... Ce n’était pas le moment de tergiverser, nous étions intoxiqués de rage et avons dû les tuer pour venger nos copains morts. »

— Bill Cheall
Les Green Howards ont pris le point 85 et l'ont tenu contre les contre-attaques. Le 1/4e Bataillon du Essex Regiment de la 4e Division indienne ont pris contact avec la 50e Division (Northumbrian) sur le flanc droit et les a aidés à traverser un fossé antichar.
La 51e Division (Highland) attaque avec la 152e Brigade et s'empare du sommet du Djebel Roumana, puis fait une brèche à travers le champ de mines et le fossé antichar sur le flanc gauche. Les 153e (en) et 154e (en) brigades ont attaqué les défenses côtières et fait 2 000 prisonniers. Un bataillon de la 101e division motorisée Trieste a été défait et des hommes de la 90e division de Light Afrika ont été faits prisonniers, un régiment de cette dernière a contre-attaqué à 9h00 et a causé un court délai avant d'être repoussé.

### 1recontre-attaque de l'armée italienne
Messe a donné l'ordre à la 164e Leichte Afrika Division de changer de position de l'ousest des collines vers le centre et a envoyé dans l'après midi la 15e Panzer Division rejoindre la 90e division légère pour contre-attaquer les positions de la 101e Trieste prises par la 51e division (Highland). La 15e Panzer Division est arrivée juste avant que les Britanniques n'essayent de profiter de leur succès et contre-attaquent. (Les 10e et 21e Panzer divisions, qui se trouvaient face au II Corps US lors de la bataille d'El Guettar, ont également été déplacées face à l'attaque britannique.).
Trois contre-attaques allemandes ont été lancées au cours de l'après-midi, principalement contre la 51e division (Highland) de Djebel Roumana, contre des positions occupées par le 7e bataillon, Argyll and Sutherland Highlanders, qui ont repoussé les attaques.
À la tombée de la nuit, la position de l'Axe était devenue intenable, les défenseurs étant gravement épuisés. Messe a signalé la situation à Hans-Jürgen von Arnim ; Albert Kesselring et le commandement italien à Rome ont exhorté le commandant du groupe d'armées à poursuivre la bataille, mais Arnim a ordonné une retraite vers la position d'Enfidaville, à environ 240 km au nord.

### La retraite de l'axe
Les 2e division d'infanterie (Nouvelle-Zélande) et 1re division blindée (Royaume-Uni) ont commencé une poursuite à travers la plaine côtière, qui s'est transformée de semi-désertique en bosquets d'oliviers propices aux guet-apens. Il n’y eut que peu de résistance jusqu’à Enfidaville et environ 6000 prisonniers furent faits, parfois surpris de voir les troupes alliées au-delà de la ligne de front supposée, et de grandes quantités de matériel (dont des fournitures américaines capturées) ont été prises.

## Conséquences

### Victimes
Le 7 avril, à l'aube, il a été constaté que les forces de l'Axe s'étaient retirées discrètement. La 15e division de panzers avait subi de nombreuses pertes, la 164e division de Leichte Afrika avait perdu la plupart de ses armes et de ses véhicules et au moins trois divisions italiennes devaient être fusionnées en une seule unité; la 80e Division d' infanterie La Spezia a été réduit à une compagnie et demie, la 101e division motorisée Trieste à trois faibles bataillons la 16e division motorisée Pistoia et 90e division légères comptaient de nombreuses victimes. La 1re Armée qui comptait 106 000 hommes en avait perdu 7 000, faits prisonniers. La Huitième Armée 1 289 victimes et avait perdu 32 chars.

## Traductions
1. ↑  When we were about ten yards away we had reached the top of the slit trench and we killed any of the survivors.... It was no time for pussy footing, we were intoxicated with rage and had to kill them to pay for our fallen pal.